# いかわあや
いかわ あや（1978年2月16日 - ）は、日本の漫画家。東京都出身。女性。血液型はA型。
竹書房以外の雑誌、及び同人活動ではちるみるのペンネームを用いる。

## 概要
1994年、エニックスからアンソロジー形式で発行されていた『ファイアーエムブレム4コママンガ劇場』第3巻にちるみるのペンネームで参加しデビュー。
同時期にドラゴンクエスト4コマクラブの4コマカーニバルに参加し読者投票で1位となり、「3代目4コマキング」の称号を得た。
その後は『4コママンガ劇場』の『ドラゴンクエスト』シリーズを中心に2001年頃まで執筆していた。
また、いかわあやのペンネームで、2002年から2003年にかけて竹書房の『まんがくらぶオリジナル』に数本読み切り4コマ漫画を発表。その後、2004年から2006年までOLのマナーなどを題材とした『完全OLマニュアル』を連載していた。
現在は竹書房や芳文社などの4コマ漫画雑誌に時おり作品を発表しているほか、出版物のイラストなどの仕事も担当している。自画像はイカ。

## 作品リスト

### 漫画作品など
- ドラゴンクエスト4コママンガ劇場にて多数執筆
- 完全OLマニュアル（まんがくらぶオリジナル、2004年 - 2006年）監修：村上直子

### イラスト担当作品など
- 願いをかなえる九星オーラ術（成美堂出版 2007年11月） 著者：阿部多江子 ISBN 9784415400242